# Plaquetes de la Cova del Parpalló

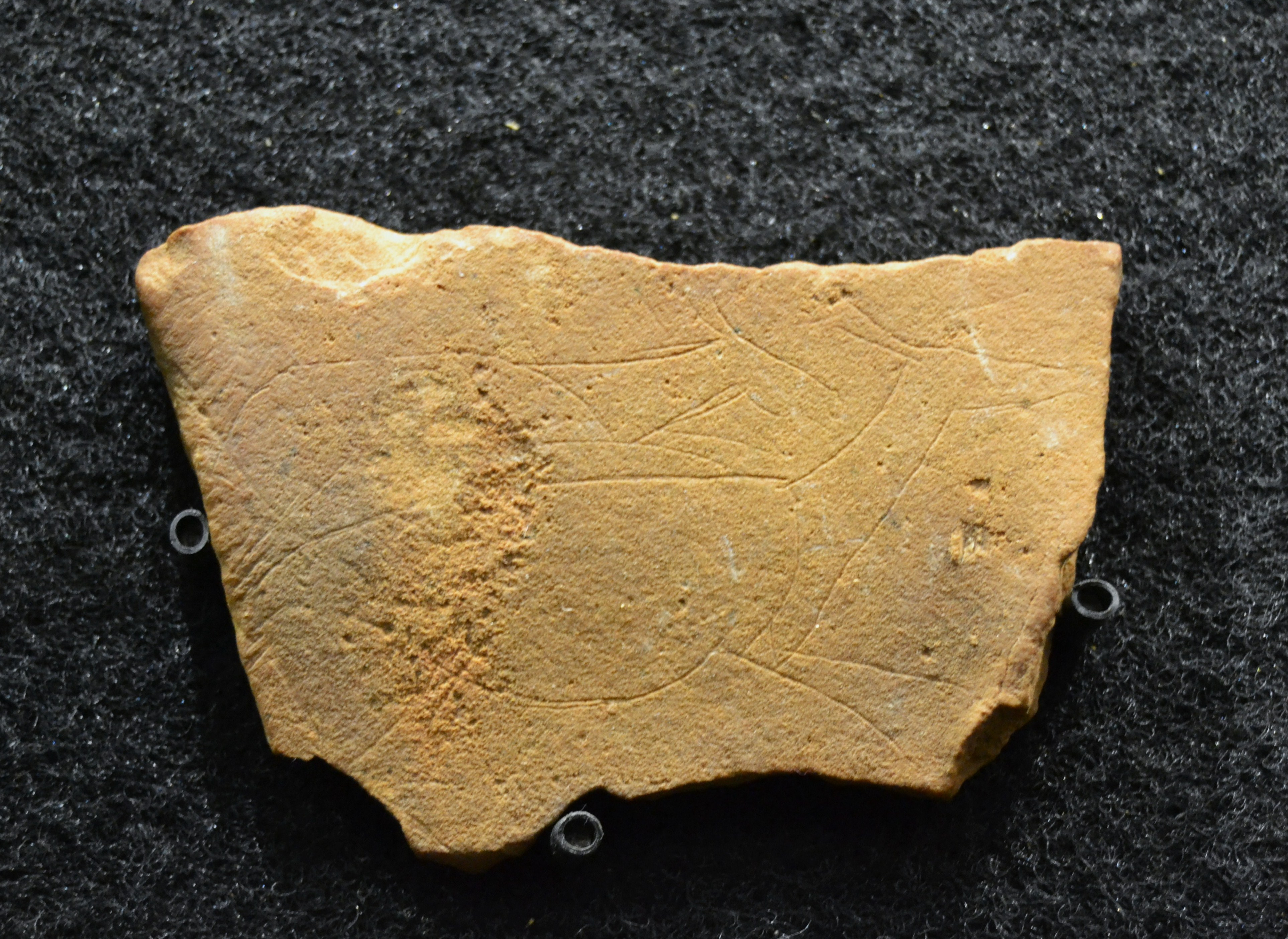
Plaqueta gravada de la cova del Parpalló, Solutrià superior. Museu de Prehistòria de València, València.

Les plaquetes de la Cova del Parpalló i fragments de pedra gravades i pintades, formen part d'una troballa històrica, no solament de l'art rupestre mediterrani de la península Ibèrica, sinó que constitueixen un llegat artístic mundial a causa de la particularitat de ser art moble. En l'inventari publicat per Lluís Pericot i Garcia el seu nombre arriba a les 4.983 plaquetes, de les quals hi ha 5.968 cares amb representacions figuratives. Hi ha tres modalitats tècniques en les quals classificar les plaquetes: només pintades, amb 874 exemples; gravades i pintades, amb 556; i finalment només gravades, amb un total de 4.583 exemples.
El que més freqüentment representen aquestes plaquetes són els signes geomètrics representats en 4.022 cares; en unes 766 trobem animals i 8 expliquen possiblement, amb figures humanes. El bestiari representat en Parpalló no és molt ampli però plasma de manera bastant fidedigna un catàleg d'espècies que amb total es movien entorn del massís del Mondúver i amb poblacions estables al llarg de tots els mil·lennis d'ocupació de la cavitat. En el seu inventari destaquen notablement el cérvol, el cavall, la cabra montesa i el uro, amb algun cas estrany de carner, de senglar i un peix.
A l'hora de valorar l'art paleolític de la Cova del Parpalló de manera suprarregional ens trobem amb què té dues important limitacions, la del seu aïllament dins del vessant mediterrani i la de la seva palesa individualitat, si bé aquesta situació ha canviat notablement des dels anys setanta, existeix encara una deficiència documental causada per la falta d'excavacions sistemàtiques en altres jaciments i, per tant, no disposem d'una visió totalitzada per a algun dels períodes en camps com el de paleoambiente, la qual cosa ens impedeix realitzar una interpretació paleoeconómica i espacial a la regió.
Així i tot, treballs arqueològics realitzats en la Cova de les Mallaetes (Barx) o en la Cova Beneito (Muro d'Alcoi) han afegit suficients dades com per establir amb major precisió les seqüències Solutrià-gravetiàs, així com l'evolució del Magdalenià Superior. Per això, encara que aquests punts necessiten aprofundir-se, hem de reconèixer que la revisió dels treballs de les col·leccions antigues han permès obtenir una visió suficientment actualitzada del conjunt de la seqüència regional, la qual cosa permet valor la seva seqüència artística amb major seguretat.
L'increment d'informació obtingut al País Valencià, unit al registrat en les altres regions del Mediterrani espanyol ens han permès albirar un mapa de dispersió molt més poblat que ens permet distingir elements d'unitat i diferenciació entre ells, establint les seves característiques, així com millorar la informació que tenim del Paleolític Superior, especialment a partir dels moments Solutrià-gravetiàs.
Existeixen dos moments essencials en la seqüència de Parpalló, un d'inferior que correspondria amb els nivells solutriàs, caracteritzats per la unitat respecte a altres regions; i un altre superior en el qual les característiques serien regionals, existint dos corrents artístics, una esquemàtica i una altra naturalista i que coexistirien en el mateix jaciment.
L'estudi i anàlisi de les plaquetes de Parpalló no tracta de traslladar els resultats a l'estudi de l'art moble de la resta del Mediterrani, sinó de donar a conèixer els seus aspectes tècnics i estilístics per integrar-les, ara sí, dins de les dades provinents d'altres regions.
Les característiques industrials de les primeres plaquetes, corresponents als nivells més antics, Gravetià i Solutrià inferior, comparades amb una plaqueta de característiques molt similars en la Cova de les Mallaetes dataria la troballa entorn del 21.000 aC.
En el conjunt de les plaquetes gravetiàs del Parpalló expliquen totes amb motius geomètrics, ratlles més o menys definides, algunes ordenades en reticles, excepte cinc que compten amb motius zoomorfos. En canvi, en els primers nivells Solutrenses veiem un augment general en el nombre de confecció de les plaquetes, i sobretot, en el nombre de representacions d'animals, passant de cinc a trenta-set.
Un dels trets típics de Parpalló és la policromía, utilitzada fins i tot en els seus moments inicials. A més el triple traçat emprat en els nivells solutriàs per representar els caps de les cérvidas també constitueix una característica notable, així com les representacions animades, d'escenes amb animals amb les extremitats doblegades, o realitzant actes de la seva vida.
Amb el Solutrense mitjà, aquestes pictografías o representacions d'animals realitzant moviments augmenten, representant detalls anatòmics poc freqüents fins ara o insinuant el pelatge de l'animal. El nombre augmenta a 105 figuracions zoomorfas.

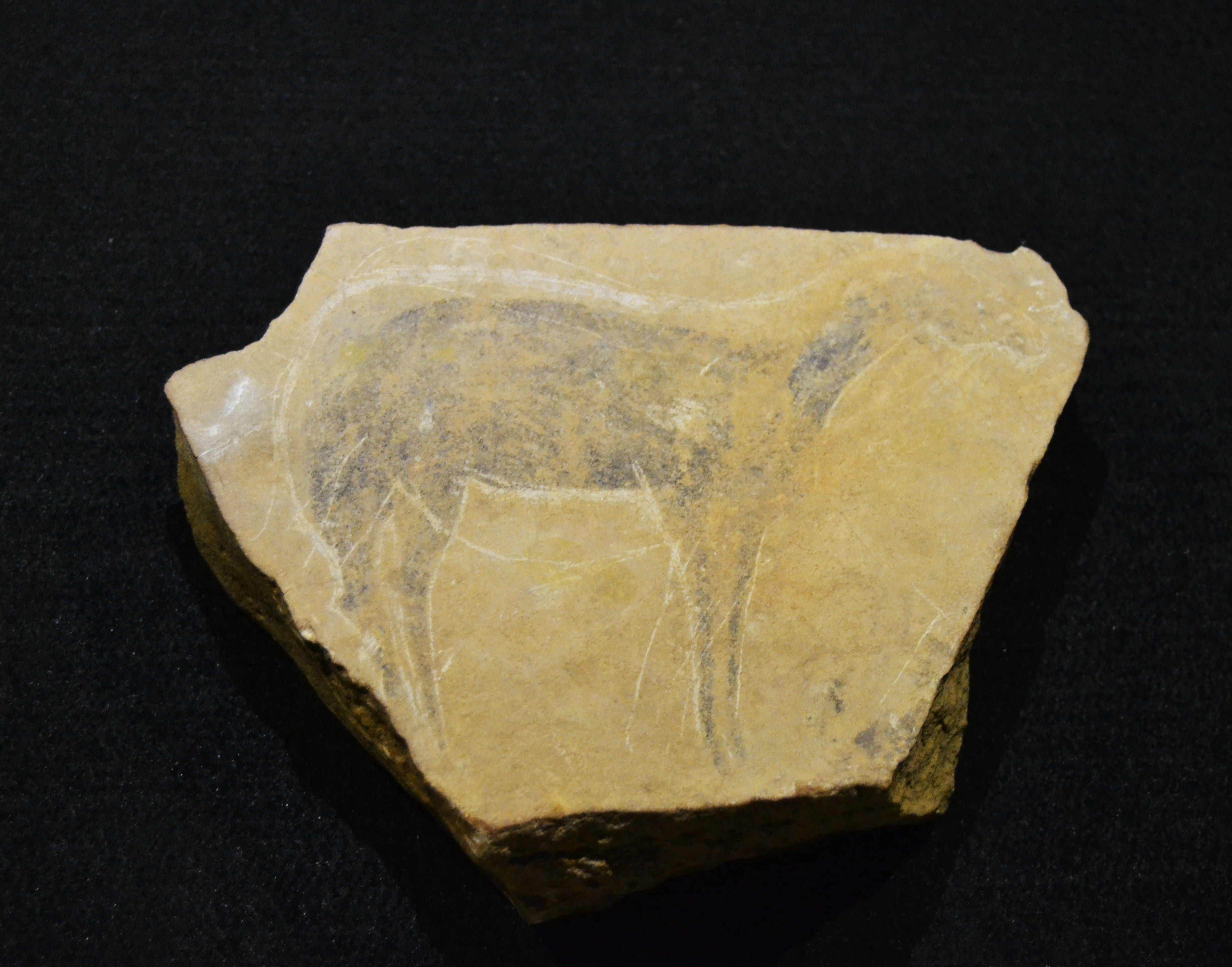
Plaqueta calcària amb cérvola pintada i èquids gravats. Museu de Prehistòria de València

A mesura que el Solutrià avança (solutrià mitjà) veiem un descens d'aquestes animacions però es mantenen els nivells de representacions de zoomorfos que si que descendeixen en una sisena part en el Solutrià superior, i que coincideix amb la desaparició dels traçats múltiples, però mantenint-se la mateixa execució a l'hora de representar els caps de les cérvoles.
Durant els moments inicials del Magdalenià, els trets principals són una tendència arcaitzant a l'hora de representar a les figures i un predomini de la perspectiva, amb caps tornats etc. La tendència anterior a l'escassa pictografía realitzada continua i la regionalització es fa evident, abandonant el característic triple traçat en les cérvolas. En els últims moments de la cova, durant el Magdalenià Superior el més rellevant és la volta al traç múltiple per atorgar naturalitat a l'animal representat, el farciment naturalista i la utilització d'una tècnica de traços retallats denominada “filferro d'arç” l'ús del qual està documentat en diferents coves de la regió mediterrània.